# Gaurella
Gaurella è una suddivisione dell'India, classificata come nagar panchayat, di 15.173 abitanti, situata nel distretto di Bilaspur, nello stato federato del Chhattisgarh. In base al numero di abitanti la città rientra nella classe IV (da 10.000 a 19.999 persone).

## Geografia fisica
La città è situata a 22° 44' 52 N e 81° 54' 01 E.

## Società

### Evoluzione demografica
Al censimento del 2001 la popolazione di Gaurella assommava a 15.173 persone, delle quali 7.782 maschi e 7.391 femmine. I bambini di età inferiore o uguale ai sei anni assommavano a 2.020, dei quali 1.061 maschi e 959 femmine. Infine, coloro che erano in grado di saper almeno leggere e scrivere erano 10.874, dei quali 6.151 maschi e 4.723 femmine.